# 자력구제
자력구제(自力救濟)란 청구권을 지키기 위하여 권리자가 스스로 사력으로써 구제하는 행위를 말한다. 예를 들면 대여금채권에 대해서 의무를 이행하지 않는 채무자의 집에 가서 강제로 금전이나 물건을 가져오는 것이다.
또 법률상의 절차에 의하지 않고, 자기의 힘으로 권리 내용을 실현하는 일이다.

## 판례
- 집행관이 집행채권자 갑 조합 소유 아파트에서 유치권을 주장하는 피고인을 상대로 부동산인도집행을 실시하자, 피고인이 이에 불만을 갖고 아파트 출입문과 잠금 장치를 훼손하며 강제로 개방하고 아파트에 들어갔다고 하여 재물손괴 및 건조물침입으로 기소된 사안에서, 피고인이 아파트에 들어갈 당시에는 이미 갑 조합이 집행관으로부터 아파트를 인도받은 후 출입문의 잠금 장치를 교체하는 등으로 그 점유가 확립된 상태여서 점유권 침해의 현장성 내지 추적가능성이 있다고 보기 어려워 점유를 실력에 의하여 탈환한 피고인의 행위가 민법상 자력구제에 해당하지 않는다[1]

## 같이 보기
- 건조물침입죄
- 주거침입죄
- 재물손괴죄
- 유치권
- 강제집행

## 참고문헌
- 김하연. "독일 민법상 자력구제에 관한 소고." 부동산경영 3.- (2011): 20-37.
- 조성민. "방해배제청구권과 자력구제." 법학논총 13.- (1996): 165-181.
- 정병호. "私人의 주차공간에 한 무단주차의 법률문제에 관한 試論 - 부동산점유자의 자력구제를 중심으로 -." 아주법학 15.4 (2022): 13-38.
- 변우주. "부동산 임대차에 있어서 자력구제." 법학논총 34.2 (2010): 487-510.